# Carlo Buzzi

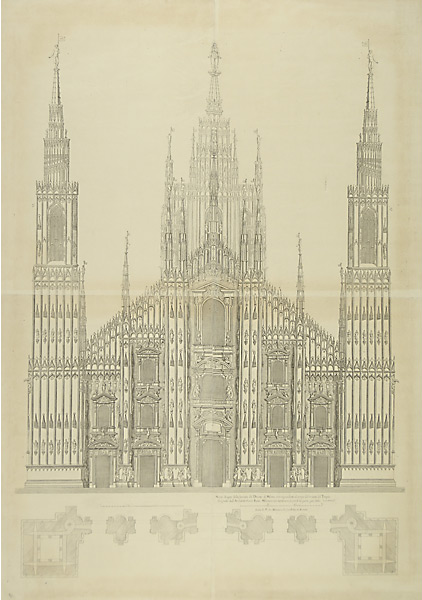
Mailänder Dom, Hauptfassade – Projekt Carlo Buzzi

Carlo Buzzi (* ca. 1585 in Varese; † 1658), latinisiert auch Butio,  war ein italienischer Architekt und ab 1638 Dombaumeister am Mailänder Dom. Er schlug als solcher für die Fertigstellung der unvollendeten Hauptfassade eine Rückkehr zum Stil der Gotik vor. 1647  arbeitete Buzzi zwei Projekte aus, das erste mit zwei die Hauptfassade flankierenden Glockentürmen, das zweite mit Pyramiden anstelle der Türme. 1651 erschien das Projekt mit Türmen (Fassade, Seitenansicht, Grundriss) unter dem Titel Il Duomo di Milano im Verlag „nella stanpe [sic] dell'Agnelli“ in Mailand. 1653 präsentierte Buzzi sein letztes Projekt, das bis zur Fertigstellung der Fassade 1803 unter Napoleon Bonaparte im Wesentlichen bestimmend blieb.